# Neohelota krugeri
Neohelota krugeri là một loài bọ cánh cứng trong họ Helotidae. Loài này được Ritsema miêu tả khoa học năm 1900.